# Орсо, Франческо
Франче́ско О́рсо (итал. Francesco Orso), также Франческо да Челано (Francesco da Celano; родился в 1522 г. в Челано, Абруццо) — итальянский композитор, монах-целестинец.

## Очерк биографии и творчества
В 1541 г. принял монашеский сан и поселился в целестинском монастыре Сант-Анджело в Челано (Monasterium Sancti Angeli de Celano); с 1545 г. — в аббатстве S. Spirito в Сульмоне (Абруццо). В 1554 г. — в монастыре св. Марка и Петра (Вьесте, Апулия) — был захвачен в плен турками во время набега. Пробыв в плену около десяти лет, сбежал и в 1563 или 1564 гг. прибыл в Неаполь в целестинский монастырь Сан-Пьетро-а-Майелла (ныне церковь S. Pietro a Majella), был его приором до 1584 г.
Небольшое музыкальное наследие Орсо связано с неаполитанским периодом его жизни. В 1566 г. семь его «неаполитанских канцон» (под именем Франческо да Челано) вошли в сборник разных композиторов «Canzoni napolitane a tre voci», опубликованный в Венеции. В 1567 году Клаудио Меруло опубликовал там же Первую книгу мадригалов «дона Франческо Орсо да Челано». В выборе стихов Орсо явно отдавал предпочтение Петрарке и поэтам, следовавшим в русле его стилистики — Дж. Парабоско, Д. Бонифачо (Dragonetto Bonifacio) и Ф. Спире (Fortunio Spira). Сборник («книга») мадригалов посвящён маркизу Фернандо (Эрнандо) д’Аларкону (Fernando d’Alarçon), владельцу в том числе и дворца в Неаполе, который находился рядом с монастырем, где служил Орсо. В конце этого сборника Орсо разместил два экспериментальных хроматических мадригала (на две части петрарковского сонета «Il cantar nov' e 'l pianger degli augelli»). В них композитор использовал особые знаки альтерации и прочие знаки нотации, которые он специально разъяснил в «Послании к читателям» — в публикации это послание следует за посвящением маркизу и обнаруживает знакомство автора с «хроматической» и «энармонической» теориями Николы Вичентино.
В 1572 г. Орсо посетил монастырь Санта-Мария-ди-Коллемаджо в Аквиле, где улаживал юридические проблемы. В 1573 г. занимался подготовкой нового издания своей Первой книги мадригалов. В 1577 г. попал под подозрение в ереси и в симпатиях к исламу. На допросе шестеро братьев-целестинцев свидетельствовали, что брат Франциск, который столько лет был в плену у турок, считает их святыми и последователями лучшей веры. Начался суд инквизиции. В апреле 1578 г. в присутствии генерального викария Неаполя Орсо признал пленение турками и побег из плена, но отрицал все остальные обвинения. Таким образом, речь шла о клевете со стороны братьев, причина которой в том, что Орсо, будучи настоятелем монастыря, сурово наказывал их. В июне того же года декрет викария окончательно снял с Орсо все обвинения. Орсо тем не менее оставил монастырь в Неаполе и в 1584 году стал настоятелем церкви — святилища высоко почитаемой византийской иконы Божией Матери — в Казалуче (близ Казерты). Год смерти Франческо Орсо неизвестен.